# Goldimitate
Ein Goldimitat ist ein Metall oder eine Legierung, das bzw. die Gold ähnlich sieht. Vor allem aufgrund des hohen Preises von Gold hat man Legierungen aus unedlen Metallen entwickelt, die als Golderimitat benutzt werden oder als Unterlage bei der Herstellung von Doublé Verwendung finden. Dies sind in den meisten Fällen ungenormte Kupferlegierungen mit den verschiedensten Zusätzen.
Besteht eine solche Legierung aus mindestens 50 % Kupferanteil, manchmal auch geringfügig darunter liegend, kombiniert mit Zink als Hauptlegierungsanteil (bis über 44 %), so bezeichnet man sie als Messing. Manchmal ist hier bis zu 3 % Blei enthalten, um die Zerspanbarkeit des nicht leicht zu verarbeitenden Messings zu erhöhen. Steigt der Kupferanteil des Messings auf über 67 %, so nennt man es Tombak. Von Sondermessing spricht man, wenn kleine Mengen von Aluminium, Eisen, Mangan, Nickel, Silicium, Zinn oder in seltenen Fällen auch Gold hinzulegiert sind. Auch aus Edelmetallen werden Legierungen hergestellt, die wie Gold erscheinen können, ohne dass Gold in ihnen enthalten ist. Bei manchen Legierungen wird jedoch auch Gold selbst in geringen Anteilen hinzugegeben.

## Handelsübliche Benennungen
Namen von Goldimitaten und goldähnlich aussehenden Legierungen sowie ihre jeweilige Zusammensetzung:
- Abessinisches Gold ist die Bezeichnung für eine Messinglegierung aus ungefähr 90–92 % Kupfer, 8–10 % Zink, plattiert mit bis zu 1 % Gold
- Blattgold, unechtes – Eine Tombak-Legierung mit goldähnlichem Farbton und von hoher Dehnbarkeit. Die Zusammensetzung besteht aus ca. 75–85 % Kupfer, legiert mit Zink.
- Chrysorin – ähnlich vorigem, mit 30 % Zink und 70 % Kupfer.[2]
- Coopersches Gold – Eine goldgelbe Platinlegierung, bestehend aus 80 % Platin und 20 % Kupfer.
- Cupror – Diese Legierung ist benannt nach dem lateinischen Wort für Kupfer, cuprum, und dem französischen Wort für Gold, or. Es handelt sich um eine Aluminium-Bronze aus Kupfer mit einem Zusatz von 5 bis 5,8 % Aluminium.[2] Die Farbe der Legierung ähnelt sehr der von Gold.
- Dixigold – Dies ist eine Aluminiumbronze aus 10 % Aluminium und 90 % Kupfer. Sie ist sehr hart und säurefest.
- Französisches Gold – Hier handelt es sich um Rottombak aus 10 bis 31,52 % Zink, teilweise noch 0,48 % Zinn, der Rest ist Kupfer.[2] Es wird auch der Name Oreïde dafür benutzt,[2] abgeleitet von dem französischen Wort für Gold, or. Diese Legierung wird für Gürtlerwaren oder seltener auch für Bestecke benutzt.
- Goldbronze – Hiermit werden zwei verschiedene Legierungen bezeichnet. 1. Eine Rotgusslegierung von goldgelber Farbe, die aus 90,5 % Kupfer mit einem Zusatz von 6,5 % Zinn und 3 % Zink besteht.[2] 2. Eine echtes Gold enthaltende Aluminiumbronze, bestehend aus 3–8 % Aluminium, 2 % Gold und 90–95 % Kupfer.
- Goldeloxal – goldfarbenes, elektrisch oxidiertes Aluminium z. B. für Modeschmuck, siehe Eloxal.
- Goldimitation – Dies ist eine goldfarbene Aluminiumbronze aus 2 % Aluminium, 0,2 % echtem Gold und 97,8 % Kupfer. Für diese Legierung erhielten Paul Lazard und Louis Emmanuel Daniel aus Paris im Jahre 1889 ein deutsches Patent mit der Nummer 47380.
- Goldkupfer – Eine Rotgusslegierung aus 3 % Zink, 6,5 % Zinn und 90,5 % Kupfer.
- Goldschaummetall – Diese Tombaklegierung besitzt eine besonders hohe Dehnbarkeit und wird darum zur Herstellung unechten Blattgoldes verwendet. Sie besteht aus 15,5–22,2 % Zink; der Rest ist Kupfer.
- Goldtombak – Dieser Tombak enthält 15 % Zink. Der Rest ist wiederum Kupfer. Man nennt diese Legierung auch Mitteltombak.
- Heyden-Gold – Folie aus nicht oxidierender Bronze, statt Blattgold.
- Mannheimer Gold – Hiermit wird ein Rotguss aus 9,3 % Zink, 7 % Zinn und einer dem Rest entsprechenden Menge Kupfer benannt. Eine geschützte Warenbezeichnung für die gleiche Legierungszusammensetzung ist Similor.
- Mosaikgold – Hier handelt es sich ausnahmsweise nicht um eine spezielle Legierung. Mosaikgold ist eine geschützte Warenbezeichnung für aus verschiedenfarbigen (Echt-)Gold-Legierungen zusammengesetztes Halbzeug zur Schmuckherstellung. Halbzeug sind bereits teilweise vorverarbeitete Materialien; in diesem Fall handelt es sich um Bleche und Bänder. Fälschlich wird dieser Begriff jedoch manchmal auch als Ersatzname für die ähnlich klingende geschützte Warenbezeichnung Mosaisches Gold (siehe folgender Punkt) verwendet, darum ist er hier mit aufgeführt.
- Mosaisches Gold – Dies ist eine geschützte Warenbezeichnung für goldgelbe Messing- und Tombak-Legierungen aus 25–37 % Zink und entsprechender Restmenge Kupfer.
- Muschelgold – Eine Messinglegierung bestehend aus 53,5 % Zink und 46,5 % Kupfer. Es ist sehr spröde. Man verwendet es zur Herstellung von Knöpfen.
- Nordisches Gold – Eine unmagnetische Legierung von guter Goldfarbe aus 89 % Kupfer, 5 % Aluminium, 5 % Zink und 1 % Zinn. Diese Legierung wird zur Herstellung von Euromünzen mit den Nominalen 50, 20 und 10 Eurocent verwendet und war bereits vorher in einigen Ländern als Münzlegierung in Gebrauch.
- Nürnberger Gold – Auch hier ist wie bei der Goldimitation und der Goldbronze echtes Gold enthalten. Es handelt sich um eine Aluminiumlegierung von ca. 7–8 % Aluminium, 2–3 % Gold und 90 % Kupfer.
- Oreïde – Die auch unter dem Namen Französisches Gold bekannte Legierung erhielt ihren Namen aus einer Ableitung des französischen Wortes für Gold, or. Es ist eine goldfarbene Tombaklegierung aus 10–15 % Zink. Der Rest besteht aus Kupfer. Diese Legierung wird für Gürtlerwaren oder seltener auch für Bestecke benutzt.
- Pariser Talmigold – Dieses Sondermessing enthält ebenfalls echtes Gold. Die Legierung besteht aus Kupfer mit einem Zusatz von 8,9 % Zink und 0,9 % Gold. Es besitzt eine goldgelbe Farbe und eine gute Dehnbarkeit. Darum benutzt man es für Schmuck- und Korpuswaren, die anschließend vergoldet werden. Es wurde benannt nach dem Pariser Fabrikanten Tallois, der 1840 eine Kupferlegierung bestehend aus 87 % Kupfer, 12 % Zink und 1 % Zinn auf den Markt brachte, die mit einer aufgewalzten oder galvanisch aufgebrachten Goldschicht plattiert war. Gehandelt wurde es als Tallois-demi-or, zusammengesetzt aus seinem Namen und dem französischen Begriff demi-or für Halbgold. Hieraus wurde das spätere Talmigold und seine abgewandelte Benennung.
- Prinzessmetall – Eine andere Schreibweise hierfür ist Princesmetall. Es ist eine goldgelbe Messinglegierung aus 66,7 % Kupfer und 33,3 % Zink.
- Rauschgold – Hierfür wird auch der Begriff Rauschmessing benutzt. Es handelt sich um dünne Messingfolien mit einer Stärke von 10 bis 30 nm. Diese Folien „rauschen“, wenn man sie berührt.
- Similor – Dies ist eine geschützte Warenbezeichnung, die ihren Namen aus der Kombination des lateinischen Wortes similis für ähnlich und dem französischen Wort für Gold, or erhalten hat. Es handelt sich um einen Rotguss aus 9,3 % Zink, 7 % Zinn und einer dem Rest entsprechenden Menge Kupfer. Diese Legierung bezeichnet man auch als Mannheimer Gold.
- Talmigold – Siehe Pariser Talmigold.
- Yellow Metal – Dies ist eine für Kunstschmiedearbeiten verwendete Messinglegierung aus 60 % Kupfer und 40 % Zink.

Titannitrid und Zirconiumnitrid erscheinen ebenfalls goldfarben und können für entsprechende Beschichtungen verwendet werden.